# Fluminense de Feira FC
Fluminense de Feira Futebol Clube – brazylijski klub piłkarski z siedzibą w mieście Feira de Santana leżącym w stanie Bahia.

## Osiągnięcia
- Wicemistrz trzeciej ligi brazylijskiej (Campeonato Brasileiro Série C): 1992
- Mistrz stanu Bahia (Campeonato Baiano): 1963, 1969
- Puchar stanu Bahia (Taça Estado da Bahia): 1998

## Historia
Klub Fluminense de Feira Futebol Clube założony został 1 stycznia 1941 roku. W roku 1954 klub stał się klubem zawodowym, a dwa lata później zdobył wicemistrzostwo stanu Bahia (Campeonato Baiano).
W roku 1963 Fluminense pierwszy raz w swej historii został mistrzem stanu Bahia, a pięć lat później drugi raz został wicemistrzem stanu. W roku 1969 klub drugi raz wygrał Campeonato Baiano.
W roku 1992 Fluminense został wicemistrzem trzeciej ligi brazylijskiej (Campeonato Brasileiro Série C – w finale przegrał z klubem Tuna Luso). Jednak ani mistrz trzeciej ligi, ani wicemistrz nie awansowały wyżej, gdyż w roku 1993 nie przeprowadzono rozgrywek zarówno drugiej (Campeonato Brasileiro Série B), jak i trzeciej ligi.
Rok 1998 był wyjątkowo mizerny, gdyż Fluminense zajął 10. miejsce w 12-zespołowej lidze i spadł do drugiej ligi stanu Bahia.
W roku 1999 klub grał w drugiej lidze stanu Bahi, kończąc rozgrywki jako wicemistrz po remisie 1:1 u siebie i 0:0 na wyjeźdize z klubem Colo Colo z miasta Ilhéus. Jako wicemistrz drugiej ligi Fluminense zdobył awans do pierwszej ligi Campeonato Baiano.